# Кавалеры ордена Святого Георгия III класса Н
Кавалеры ордена Святого Георгия III класса на букву «Н»
Список составлен по алфавиту персоналий. Приводятся фамилия, имя, отчество; звание на момент награждения; номер по спискам Григоровича-Степанова и Судравского; дата награждения. Лица, чьи имена точно идентифицировать не удалось, не викифицируются.
- Набель, Андрей Андреевич, генерал-майор, № 419, 6 декабря 1829
- Набоков, Иван Александрович, генерал от инфантерии, № 431, 22 августа 1831
- Нагловский, Дмитрий Станиславович, генерал-майор, № 568, 7 апреля 1878
- Надеин, Митрофан Александрович, генерал-лейтенант, № 590, 27 января 1905
- Нахичеванский, Хан Гуссейн, генерал-лейтенант, 22 октября 1914
- Небольсин, Пётр Фёдорович, генерал-майор, № 175, 10 февраля 1808
- Нейдгардт, Александр Иванович, генерал-лейтенант, № 440, 11 сентября 1831
- Нейдгардт, Павел Иванович, генерал-майор, № 326, 6 октября 1813
- Нейпир, Чарльз Джон, капитан-командор великобританской службы, № 459, 16 ноября 1840
- Непокойчицкий, Артур Адамович, генерал от инфантерии, № 536, 15 июня 1877
- Несветаев, Пётр Данилович, генерал-майор, № 163, 5 августа 1807
- Никитин, Алексей Петрович, генерал-майор, № 273, 22 февраля 1813
- Никитин, Владимир Николаевич, генерал-лейтенант, № 585, 24 октября 1904
- Николай Николаевич Младший, великий князь, генерал от кавалерии, № 598, 10 октября 1914
- Николай I Негош, Князь Черногорский, № 533, 22 апреля 1877
- Новиков, Модест Дмитриевич, капитан 1-го ранга, № 540, 17 июня 1877
- Новосильский, Фёдор Михайлович, контр-адмирал, № 474, 28 ноября 1853
- Ностиц, Григорий Иванович, генерал-лейтенант, № 430, 22 августа 1831
- Нумсен, Фёдор Михайлович, генерал-поручик, № 74, 27 апреля 1790